# Juanito Gutiérrez
Juan Gutiérrez Moreno (Cádiz, España, 23 de julio de 1976), más conocido como Juanito, es un exfutbolista y entrenador español, que jugaba en la posición de defensa. Actualmente es Director Deportivo.

## Trayectoria
Debutó en el Real Betis Balompié, donde fue capitán. Con este equipo fue campeón de la Copa del Rey en la temporada 2004-05 y disputó Liga de Campeones y Copa de la UEFA.
Fue integrante de la selección española de fútbol en la Eurocopa de Austria Suiza 2008 y la primera fase del Mundial de Sudáfrica 2010, en los que España resultó campeona. Anteriormente jugó la Eurocopa de Portugal 2004 y el Mundial de Alemania 2006.
El 30 de junio de 2009 finalizó contrato con el Betis y ficha por el Atlético de Madrid, con el que gana la Copa de la UEFA y la Supercopa de Europa. En el mercado invernal de la temporada 10-11 se desvincula del Atlético de Madrid y firma un nuevo contrato para lo que resta de temporada y una más con el Real Valladolid. El 30 de junio de 2012 acabó contrato con el Real Valladolid. Actualmente es el director deportivo desde finales del 2019 del Córdoba Club de Fútbol.

## Clubes
Actualizado el 26 de mayo de 2016
| Club                          | País   | Año     | Competición               | Parts. | Goles |
| ----------------------------- | ------ | ------- | ------------------------- | ------ | ----- |
| Cádiz C.F B                   | España | 1996-97 | Tercera división española | 8      | 0     |
| Real Betis B                  | España | 1997-98 | Segunda División B        | 37     | 1     |
| Real Betis B                  | España | 1998-99 | Segunda División B        | 27     | 2     |
| Real Betis B                  | España | 1999-00 | Segunda División B        | 34     | 4     |
| Recreativo de Huelva (cesión) | España | 2000-01 | Segunda división española | 36     | 0     |
| Real Betis Balompié           | España | 2001-02 | Primera división española | 25     | 2     |
| Real Betis Balompié           | España | 2002-03 | Primera división española | 3      | 2     |
| Real Betis Balompié           | España | 2003-04 | Primera división española | 38     | 4     |
| Real Betis Balompié           | España | 2004-05 | Primera división española | 37     | 4     |
| Real Betis Balompié           | España | 2005-06 | Primera división española | 47     | 2     |
| Real Betis Balompié           | España | 2006-07 | Primera división española | 38     | 3     |
| Real Betis Balompié           | España | 2007-08 | Primera división española | 34     | 2     |
| Real Betis Balompié           | España | 2008-09 | Primera división española | 38     | 1     |
| Atlético de Madrid            | España | 2009-10 | Primera división española | 26     | 2     |
| Real Valladolid               | España | 2010-11 | Segunda división española | 24     | 0     |
| Real Valladolid               | España | 2011-12 | Segunda división española | 10     | 0     |

## Selección nacional
Juanito formó parte de la selección española durante 8 temporadas, siendo convocado para un total de 81 partidos, de los cuales jugó 26 de titular.
Su debut se produjo el 21 de agosto de 2002 en Budapest (Hungría), contra la selección de Hungría, partido en el que España empató 1-1.
Ha participado en las fases finales de la Eurocopa 2004 de Portugal y en el Mundial de Alemania 2006, donde marcó un gol de remate de cabeza ante Arabia Saudí.
Juanito también participó en la fase de clasificación del mundial 2010, en la que la selección española consiguió su primer título mundial, formando pareja de centrales con Puyol. Ya con 34 años no entró en la lista de la fase final celebrada en Sudáfrica. Fue invitado por la Federación española de fútbol a la fiesta de celebración por la consecución de dicho campeonato.

### Goles internacionales
| # | Fecha      | Lugar                                          | Rival           | Gol | Resultado | Competición         |
| - | ---------- | ---------------------------------------------- | --------------- | --- | --------- | ------------------- |
| 1 | 1-3-2006   | Estadio José Zorrilla, Valladolid, España      | Costa de Marfil | 3-2 | 3-2       | Amistoso            |
| 2 | 23-6-2006  | Fritz-Walter-Stadion, Kaiserslautern, Alemania | Arabia Saudita  | 1-0 | 1-0       | Mundial 2006        |
| 3 | 11-10-2008 | Estadio A. Le Coq Arena, Tallin, Estonia       | Estonia         | 0-1 | 0-3       | Clasif.Mundial 2010 |

### Participaciones en Eurocopas
| Eurocopa      | Sede            | Resultado    |
| ------------- | --------------- | ------------ |
| Eurocopa 2004 | Portugal        | Primera fase |
| Eurocopa 2008 | Austria y Suiza | Campeón      |

### Participaciones en Mundiales
| Mundial                        | Sede     | Resultado        |
| ------------------------------ | -------- | ---------------- |
| Copa Mundial de Fútbol de 2006 | Alemania | Octavos de final |

## Palmarés
| Título                 | Club (*)                     | Lugar           | Año  |
| ---------------------- | ---------------------------- | --------------- | ---- |
| Supercopa de Europa    | Atlético de Madrid           | Mónaco          | 2010 |
| UEFA Europa League     | Atlético de Madrid           | Hamburgo        | 2010 |
| Eurocopa               | Selección española de fútbol | Austria y Suiza | 2008 |
| Copa del Rey de Fútbol | Real Betis                   | Madrid          | 2005 |

## Carrera como entrenador
En octubre de 2012 empieza su carrera en los banquillos del club verdiblanco siendo segundo entrenador de "Puma" en el Real Betis Balompié "B" de Segunda B y con el que ya había trabajado en el División de Honor. Posteriormente, fue entrenador del Real Betis Juvenil de la División de Honor. En la temporada 2015-2016 entrenó al San Roque de Lepe club en la segunda división B, pero siete jornadas sin ganar propiciaron la marcha del gaditano a principios del pasado mes de marzo, siendo sustituido por el joven entrenador madrileño Carlos Antón.
En julio de 2016, ocupa el banquillo del Atlético Sanluqueño, para ser el sustituto de José Pérez Herrera tras ascender a la Segunda B.

## Clubes como entrenador
| País                        | País    | Año       |
| --------------------------- | ------- | --------- |
| Real Betis Balompié Juvenil | España  | 2013-2015 |
| CD San Roque de Lepe        | España  | 2015-2016 |
| Atlético Sanluqueño         | España  | 2016      |
| K.S.V Roeselare             | Bélgica | 2019      |

## Curiosidades
- En el partido contra el AS Mónaco de la previa de la Champions paró un disparo fuerte y raso tirándose de cabeza a pararlo.